# Matthias Neth

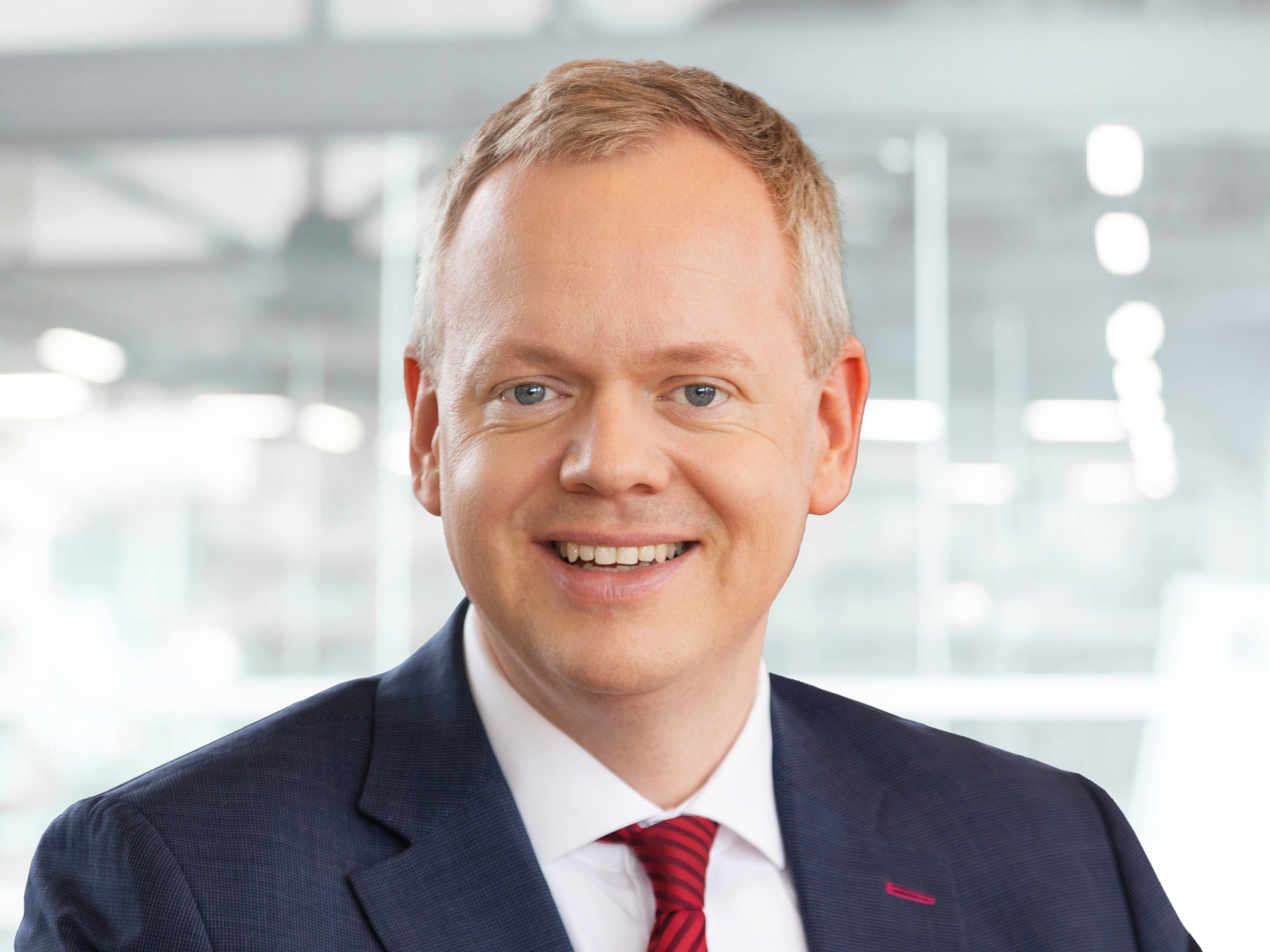
Matthias Neth, 2024

Matthias Oliver Neth (* 1979 in Stuttgart) ist ein deutscher Verwaltungsjurist und Kommunalpolitiker der CDU. Von 2013 bis 2024 war er Landrat des Hohenlohekreises. Seit Mai 2024 ist er Präsident des Sparkassenverbands Baden-Württemberg.

## Ausbildung und Beruf
Nach dem Studium der Rechtswissenschaften an der Eberhard Karls Universität Tübingen und der Universität Lausanne und nach seiner Promotion zum Dr. jur. in Tübingen absolvierte Matthias Neth sein Referendariat in Stuttgart, Berlin, Speyer und Brüssel. Sein zweites Staatsexamen legte er mit Prädikat ab. Zudem absolvierte er ein berufsbegleitendes Magister-Studium an der Hochschule für Verwaltungswissenschaften in Speyer. Seine berufliche Laufbahn führte ihn zum Landratsamt Böblingen, ins Innenministerium Baden-Württemberg, ins Staatsministerium Baden-Württemberg und schließlich als Parlamentsrat in die CDU-Fraktion im Landtag von Baden-Württemberg.
Ab 2013 war Neth Landrat des Hohenlohekreises. Am 3. Februar 2023 wurde er zum Präsidenten des Sparkassenverbands Baden-Württemberg gewählt und trat die Nachfolge von Sparkassen-Präsident Peter Schneider am 1. Mai 2024 an.

## Politische Karriere
Bei der Wahl zum Landrat des Hohenlohekreises in der Kreistagssitzung am 10. Juni 2013 wurde Matthias Neth im zweiten Wahlgang mit 21 von 39 abgegebenen Stimmen gewählt. Zum Zeitpunkt seines Amtsantritts war er der jüngste Landrat in Baden-Württemberg. Am 26. April 2021 wurde er vom Kreistag mit 40 von 42 Stimmen für weitere acht Jahre im Amt bestätigte.
Am 3. Februar 2023 wurde Neth von den 151 Mitgliedern der Verbandsversammlung des Sparkassenverbandes Baden-Württemberg mit 77,4 Prozent der Stimmen zum Verbandsvorsteher gewählt. Mit dem Antritt seines neuen Amts als Präsident des Sparkassenverbands Baden-Württemberg legte er am 30. April 2024 sein Mandat als Landrat nieder.

## Weitere Ämter
In seiner Funktion als Landrat war Neth unter anderem Vorsitzender des Verwaltungsrats der Sparkasse Hohenlohekreis, Vorstandsvorsitzender der Touristikgemeinschaft Hohenlohe, Aufsichtsratsvorsitzender der Hohenloher Krankenhaus gGmbH und des Heilbronner Hohenloher Haller Nahverkehr. Zudem war er im Aufsichtsrat der Württembergische Gemeinde-Versicherung a. G., der WGV-Versicherung AG, der WGV-Lebensversicherung AG und der WGV Holding AG. Matthias Neth ist Präsident des DRK-Kreisverband Hohenlohe.